# Khùng điên

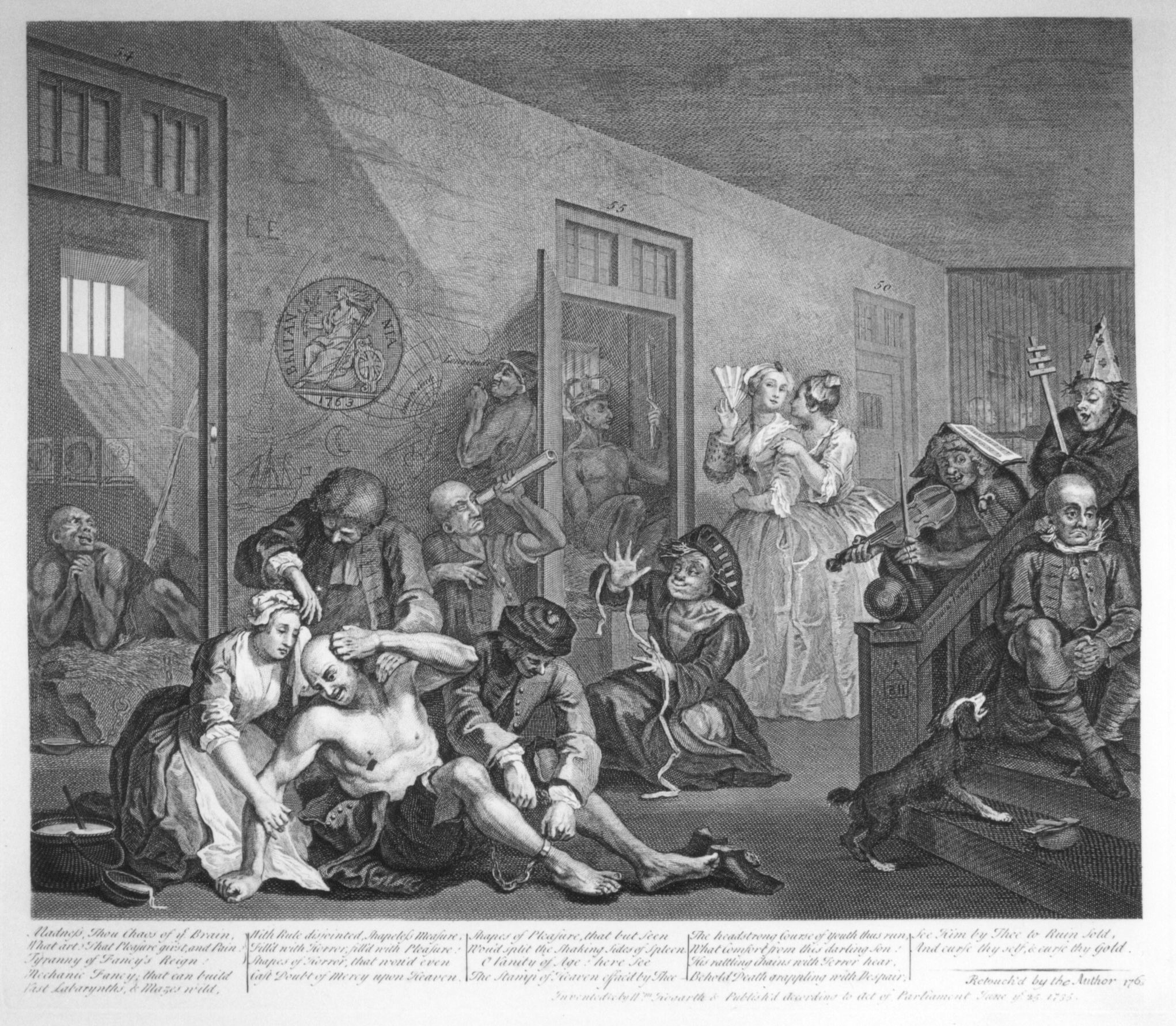
Khắc bản in thứ tám của A Rake's Progress, mô tả các tù nhân tại Bedlam Asylum, bởi William Hogarth.

Khùng hay điên, tâm thần, điên rồ, khùng điên, điên khùng (tiếng Anh: insanity, madness, craziness) là những thuật ngữ mô tả một phổ các hành vi cá nhân và nhóm được đặc trưng bởi một số mô hình tâm thần hoặc hành vi bất thường. Sự điên rồ có thể được biểu hiện như sự vi phạm các quy tắc xã hội, bao gồm một người hoặc người trở thành mối nguy hiểm cho chính họ hoặc cho người khác. Về mặt khái niệm, chứng mất trí cũng liên quan đến hiện tượng sinh học của bệnh truyền nhiễm (bệnh tâm thần là truyền nhiễm) như trong trường hợp bắt chước tự sát một cách mù quáng. Trong sử dụng đương đại, thuật ngữ điên rồ là một thuật ngữ không chính thức, không khoa học biểu thị "sự bất ổn về tinh thần"; do đó, thuật ngữ phòng thủ điên rồ là định nghĩa pháp lý của sự bất ổn tinh thần. Trong y học, rối loạn tâm thần chung được sử dụng để bao gồm sự hiện diện của ảo tưởng hoặc ảo giác hoặc cả ở bệnh nhân; và bệnh tâm thần là "tâm bệnh học", không phải chứng điên loạn tinh thần .
Trong tiếng Anh, từ "sane" bắt nguồn từ tính từ sanus trong tiếng Latin có nghĩa là "khỏe mạnh". Cụm từ của Juvenalis mens sana in corpore sano thường được dịch là "một tâm trí khỏe mạnh trong một cơ thể khỏe mạnh". Từ quan điểm này, sự điên rồ có thể được coi là sức khỏe kém của tâm thần, không nhất thiết phải là bộ não như một cơ quan (mặc dù điều đó có thể ảnh hưởng đến sức khỏe tâm thần), nhưng lại đề cập đến chức năng khiếm khuyết của các quá trình tâm thần như lý luận. Một cụm từ tiếng Latin khác liên quan đến khái niệm về sự tỉnh táo hiện tại của chúng tôi là "compos mentis" (nghĩa là "âm thanh của tâm trí"), và một thuật ngữ uyển ngữ cho sự điên rồ là "non compos mentis". Theo luật, mens rea có nghĩa là đã có ý định phạm tội, hoặc có đầu óc tội lỗi, khi hành vi được thực hiện.
Một cách sử dụng không chính thức hơn của thuật ngữ điên rồ là để biểu thị một cái gì đó hoặc ai đó được coi là rất độc đáo, đam mê hoặc cực đoan, bao gồm cả trong một ý nghĩa tích cực. Thuật ngữ này cũng có thể được sử dụng như một nỗ lực để làm mất uy tín hoặc chỉ trích các ý tưởng, niềm tin, nguyên tắc, mong muốn, cảm xúc cá nhân, thái độ hoặc người đề xuất của họ, như trong chính trị và tôn giáo. Ví dụ như Lady Gaga với phong cách ăn mặc quái dị.

## Quan điểm lịch sử và phương pháp điều trị
Madness, từ phi pháp lý cho sự điên rồ, đã được công nhận trong suốt lịch sử trong mọi xã hội được biết đến. Một số nền văn hóa truyền thống đã chuyển sang các phù thủy hoặc pháp sư để áp dụng ma thuật, hỗn hợp thảo dược hoặc y học dân gian để loại bỏ những người loạn trí của linh hồn ma quỷ hoặc hành vi kỳ quái, ví dụ. Các nhà khảo cổ học đã khai quật hộp sọ (ít nhất 7000 năm tuổi) có những lỗ tròn nhỏ, nhàm chán trong đó bằng cách sử dụng các công cụ đá lửa. Nó đã được phỏng đoán rằng các đối tượng có thể được cho là đã bị chiếm hữu bởi các linh hồn mà các lỗ hổng sẽ cho phép thoát ra. Tuy nhiên, nghiên cứu gần đây hơn về thực tiễn lịch sử của trepanning ủng hộ giả thuyết rằng thủ tục này có bản chất y học và được dự định là phương tiện điều trị chấn thương sọ não.

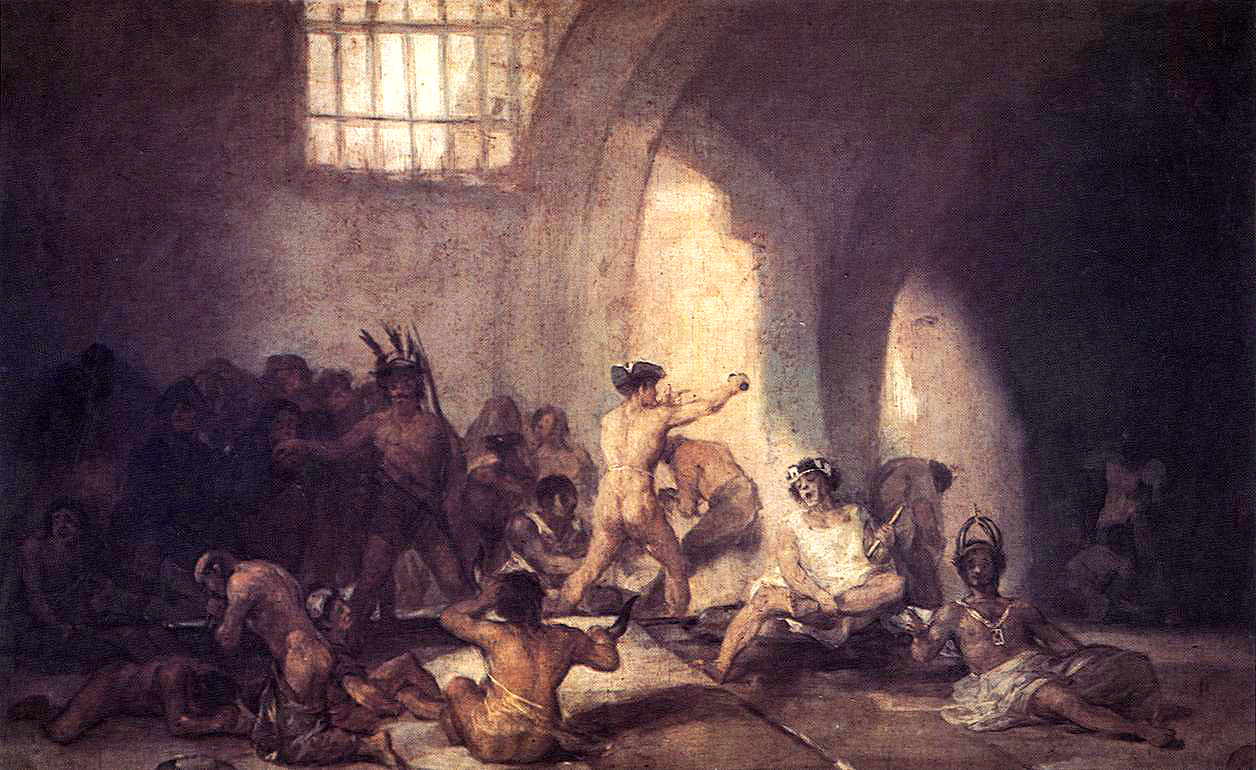
Madhouse của Goya, 1812-1819

## Trong y học
Sự điên rồ không còn được coi là chẩn đoán y khoa mà là một thuật ngữ hợp pháp tại Hoa Kỳ, xuất phát từ việc sử dụng ban đầu trong luật chung. Các rối loạn trước đây bao gồm thuật ngữ bao gồm một loạt các rối loạn tâm thần được chẩn đoán là rối loạn lưỡng cực, hội chứng não hữu cơ, tâm thần phân liệt và các rối loạn tâm thần khác.

## Giả khùng giả điên
Giả điên là sự mô phỏng của bệnh tâm thần để lừa dối. Trong số các mục đích khác, giả điên để tránh hoặc giảm bớt hậu quả của một cuộc đối đầu hoặc kết án cho một tội phạm bị cáo buộc. Một số chuyên luận về luật học y khoa đã được viết trong thế kỷ XIX, trong đó nổi tiếng nhất là Isaac Ray vào năm 1838 (ấn bản thứ năm 1871); những người khác bao gồm Ryan (1832), Taylor (1845), Wharton và Stille (1855), Ordronaux (1869), Meymott (1882). Các kỹ thuật điển hình như được nêu trong các tác phẩm này là nền tảng cho các hướng dẫn được công nhận rộng rãi của Tiến sĩ Neil S. Kaye, cho thấy nỗ lực chống lại sự điên rồ.
Một ví dụ đặc biệt nổi tiếng về việc ai đó giả vờ điên loạn là trường hợp của ông trùm Mafia Vincent Gigante, người giả vờ trong nhiều năm bị chứng mất trí, và thường được nhìn thấy lang thang quanh khu phố trong bộ đồ ngủ lẩm bẩm với chính mình. Tuy nhiên, lời khai từ những người cung cấp thông tin và giám sát cho thấy Gigante toàn quyền kiểm soát các khoa của anh ta suốt thời gian, và cai trị gia đình Mafia của anh ta bằng một nắm đấm sắt.
Ngày nay, sự điên rồ giả tạo được coi là ác ý. Trong một phiên tòa năm 2005, United States v. Binion, bị cáo đã bị truy tố và kết án vì tội cản trở công lý (thêm vào bản án ban đầu của anh ta) vì anh ta giả vờ điên rồ trong bản đánh giá Thẩm quyền xét xử .